# Вишеслав (князь сербов)
Вишеслав — князь сербов в 768—814 годах. Он объединил разрозненные племена сербов в единое государство.

## Имя
Традиционная историография истолковала его имя как Вишеслав, но весьма вероятно, что это было ошибкой средневековых переписчиков. Современные историки считают, что его настоящее имя было Воислав.

## Жизнь
Вишеслав был правнуком неизвестного по имени князя, вождя Белых сербов, поселившихся на Балканах после заключения соглашения с византийским императором Ираклием I (610—641). Он правил Сербией с титулом князя в 768—814 годах (во времена правления Карла Великого).
Вишеслав управлял жупами Неретва, Тара, Пива и Лим. В VIII веке он объединил земли сербских племён и племён склавинов в Княжество Сербия. Однако в 785 году Константин VI Слепой покорил славян Македонии, живших южнее.
Преемником Вишеслава стал его сын Радослав, который был правителем Сербии во время восстания Людевита Посавского (819—822) против франков. По свидетельству «Анналов королевства франков», в 822 году Людевит ушел со своего места в Сисаке куда-то в Западную Боснию к сербам, контролировавшим бо́льшую часть Далмации (лат. Sorabos, quae natio magnam Dalmatiae partem obtinere dicitur).